# Casa y huerta del Marqués de Povar

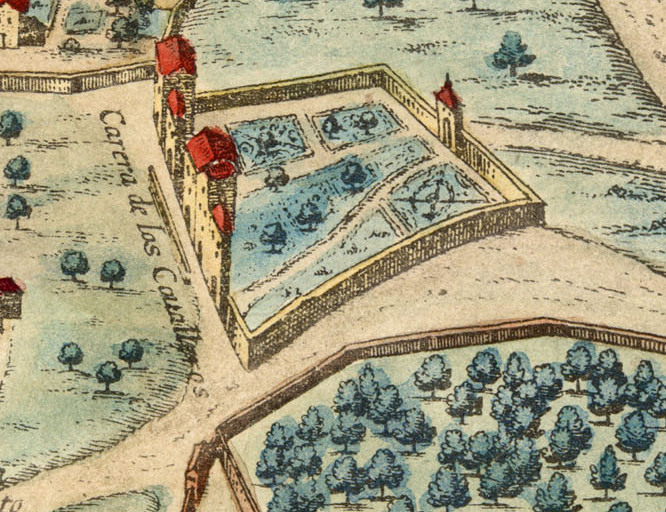
La casa y su huerta inmediatamente posterior, según la representación del Plano de Mancelli (circa 1622)

La casa y huerta del marqués de Povar fue una antigua residencia nobiliaria madrileña del siglo XVII, hoy desaparecida.

## Historia
El origen de la propiedad se encuentra en la compra por Enrique Dávila, I marqués de Povar de una propiedad en 1609. A continuación fue expandiendo la posesión mediante la compra de otros terrenos cercanos, y además mandó construir un suntuoso edificio según trazas de Francisco de Mora. 
Durante la visita del capuchino italiano Lorenzo de Brindisi (canonizado en 1881) a la corte española hacia 1619, el I marqués de Povar le ofreció su casa y huerta para convento, aunque el capuchino la rechazó.
Hacia 1633, fue vendida por la marquesa viuda de Povar, Catalina Enríquez de Ribera, a Felipe IV, dentro del proceso de configuración del Real Sitio del Buen Retiro. Blanco Mozo considera que la casa existente sirvió como germen de la ermita de San Juan, enclavada en los jardines del Buen Retiro.

## Descripción
La fachada principal de la casa se encontraba orientada hacia el paseo del Prado y la huerta se disponía hacia el este del edificio.